# Grisolles (Aisne)
Grisolles ist eine französische Gemeinde mit 230 Einwohnern (Stand: 1. Januar 2022) im Département Aisne in der Region Hauts-de-France (vor 2016: Picardie); sie gehört zum Arrondissement Château-Thierry und zum Kanton Château-Thierry. 

## Geografie
Grisolles liegt in der Landschaft Tardenois zwischen Paris und Reims, acht Kilometer nördlich von Château-Thierry. Nachbargemeinden von Grisolles sind La Croix-sur-Ourcq im Nordwesten und Norden, Rocourt-Saint-Martin im Nordosten und Osten, Bézu-Saint-Germain im Südosten, Épaux-Bézu im Süden und Westen sowie Bonnesvalyn im Westen.

## Bevölkerungsentwicklung
| Jahr                       | 1962 | 1968 | 1975 | 1982 | 1990 | 1999 | 2010 | 2022 |
| Einwohner                  | 150  | 137  | 125  | 116  | 152  | 159  | 193  | 230  |
| Quellen: Cassini und INSEE |      |      |      |      |      |      |      |      |

## Sehenswürdigkeiten

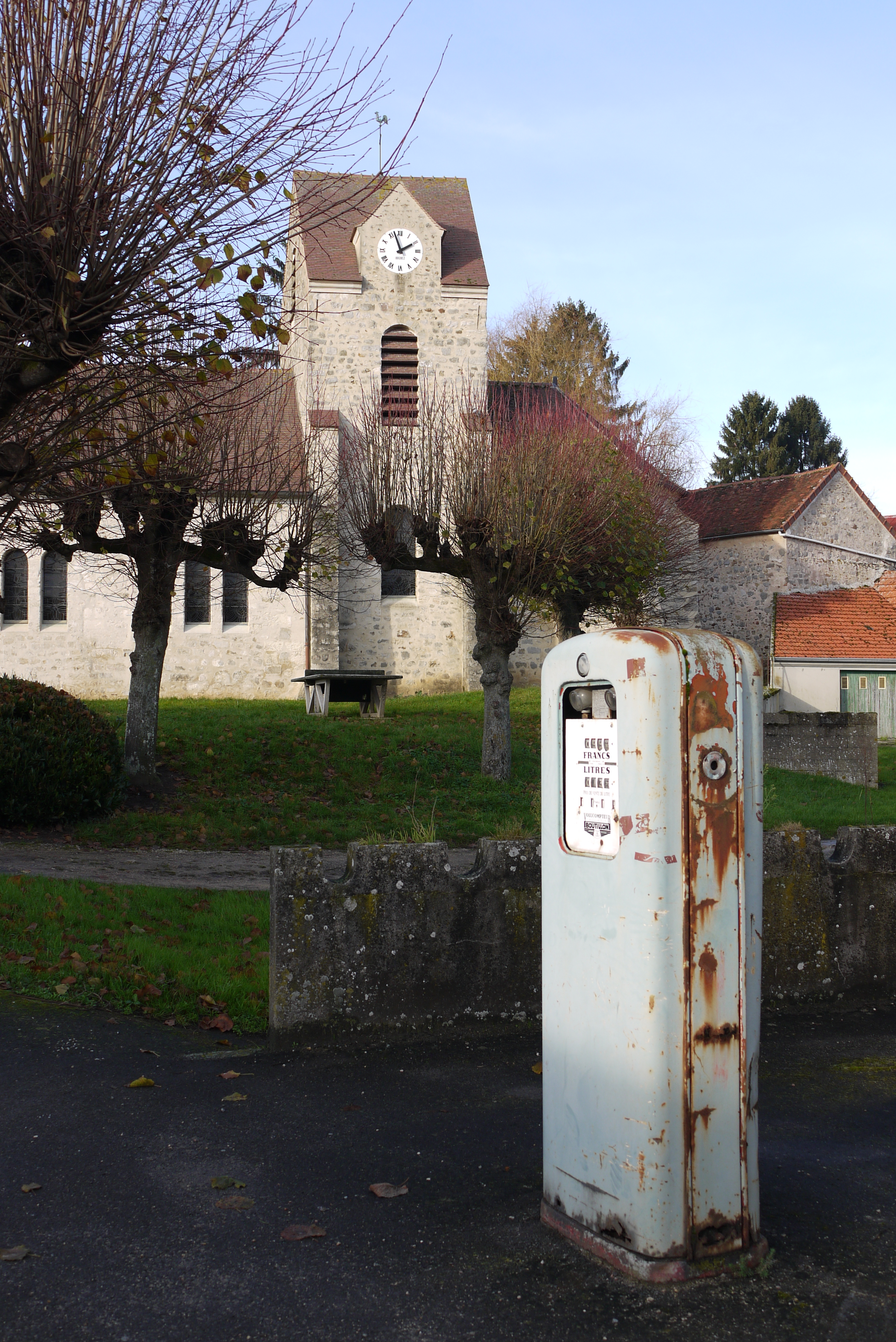
Kirche Saint-Rémi, im Vordergrund eine alte Zapfsäule

- Kirche Saint-Rémi